# Minguoski kalendar
Minguoski kalendar (pinyin: Mínguó jìyuán) ili kalendar Republike Kine (kineski: 民國紀元), način brojanja godina koji se trenutno koristi u  Republici Kini (Tajvanu te otocima Penghu, Kinmen i Matsu). U kontinentalnoj Kini koristio se od 1912. do osnivanja Narodne Republike Kine 1949.
Po uzoru na carsku tradiciju upotrebe imena ere suverena i godine vladavine, službeni dokumenti Republike Kine koriste republikanski sistem brojanja godina u kome je prva godina (民國元年) bila 1912., godina osnivanja Republike Kine. Npr. 2007. je bila "96. godina Republike" (民國九十六年, 民國96年, ili jednostavno 96). Pošto su imena kineske ere tradicionalno dugačka dva znaka, koristi se 民國 (Republika) kao skraćenica od 中華民國 (Republika Kina).
Godina Kine se pronalazi tako što se od godine po. Kr. oduzme 1911. Npr. 2025. je 114. godina Republike. Za 20. stoljeće bi bilo dovoljno oduzeti 11 od posljednje dvije cifre godine (npr. 1999 - 1911 = 99 - 11 = 88); u 21. stoljeću zamisliti da je još "1" na trećoj poziciji zdesna (npr. 2008 - 1911 = 108 - 11 = 97).
Mjeseci i dani su numerirani prema gregorijanskom kalendaru. Na osnovu Kineskog nacionalnog standarda CNS 7648... (sličnom ISO 8601), godine se mogu numerirati i po A.D. (po. Kr.) sistemu, osim R.O.C. (RK) ere: npr. 3. svibnja 2004. se može pisati 2004-05-03 ili R.O.C.93-05-03.
Dogodilo se da je brojanje godina ere Republike Kine isto kao i po tzv. Juche kalendaru u Sjevernoj Koreji, jer je njen osnivač Kim Il-sung rođen 1912. Godine japanskog Taishō perioda (30.7.1912 - 25.12.1926.) su također koincidirale s erom u Kini.

## Argumenti za i protiv
Prvobitna namjera je bila da se sljedi kineski običaj označavanja godina po vladavini cara, što je u to vrijeme bilo univerzalno priznato. Međutim, nakon ustanovljenja republike, a time i nestanka cara, odlučeno je da se koristi godina ustanovljenja nacije. Ovim je smanjen problem česte promjene u kalendaru, jer nijedan car u kineskoj povijesti nije vladao duže od 61 godinu. Najdugovječniji je bio Kangxi imperator, koji je vladao 1662-1722 (do Kangxi 61); Qianlong imperator je abdicirao 1795 (Qianlong 60), ali je njegovo ime neslužbeni koristito do njegove smrti 1799. (Qianlong 64).
Era Republike Kine se ne koristi samo u službenim dokumentima. Ako se njome označavaju rokovi trajanja na proizvodima za izvoz, može doći do nesporazuma, jer se može pomisliti da je rok trajanja istekao 11 godina ranije nego što stvarno je (ako se od "97" pomisli da označava 1997.), naročito ako se izostavi odgovarajući prefiks (R.O.C. or 民國). Tako se može zamisliti da neko bude zaključan u sefu 11 godina itd.
Bilo je zakonodavnih prijedloga da se republikanski kalendar ukine u korist gregorijanskog .